# Thelypteris rheophyta
Thelypteris rheophyta är en kärrbräkenväxtart som beskrevs av George Richardson Proctor. Thelypteris rheophyta ingår i släktet Thelypteris och familjen Thelypteridaceae. Inga underarter finns listade.